# مادیاراگرش
مادیاراِگرش (به مجاری:  Magyaregres) یک منطقهٔ مسکونی در مجارستان است که در ناحیه کاپوشوار واقع شده‌است. مادیاراِگرش ۱۴٫۴ کیلومتر مربع مساحت و ۵۶۷ نفر جمعیت دارد.